# Sandy, Bedfordshire
Sandy är en stad och civil parish i Central Bedfordshire i Bedfordshire i England. Orten har 11 657 invånare (2011). Byn nämndes i Domedagsboken (Domesday Book) år 1086, och kallades då Sandeia.